# نيفيثا بيثوراج
نيفيثا بيثوراج (من مواليد 30 نوفمبر 1991) هي ممثلة هندية .و لقد ظهرت لأول مرة في التمثيل مع الفيلم التاميل Oru Naal Koothu (2016). ثم ظهرت لأول مرة في التيلجو مع مانتل ماديلو

## سيرة حياتها
حصلت على جائزة SIIMA لأفضل ظهور نسائي لأول مرة - ترشيح التيلجو .

## وقت مبكر من الحياة
ولدت نيفيثا في 30 نوفمبر 1991  في مادوراي ، تاميل نادو .و لغتها الأم هيا التاميل. بعد ولادتها، انتقلت عائلتها إلى كوفيلباتي ، حيث أكملت تعليمها المبكر. في سن الحادية عشرة، انتقلت إلى دبي مع والديها ودرست في مدرسة كريسنت الإنجليزية الثانوية.ثم عاشت في دبي لمدة عشرة سنوات تقريبا. حصلت على شهادتها في الإدارة من جامعة هيريوت وات ، إدنبرة .<ref>"Records of Heriot-Watt College". NAHSTE. مؤرشف من الأصل في 2002-09-06. اطلع عليه بتاريخ 2011-12-06.